# Kensett, Arkansas
Kensett là một thành phố thuộc quận White, tiểu bang Arkansas, Hoa Kỳ. Năm 2010, dân số của thành phố này là 1648 người.

## Dân số
- Dân số năm 2000: 1791 người.
- Dân số năm 2010: 1648 người.